# Llista d'ocells de Portugal
Aquesta llista d'ocells de Portugal inclou totes les espècies d'ocells trobats a Portugal (incloent-hi Madeira i Açores): 509, de les quals 13 estan globalment amenaçades d'extinció i 9 hi foren introduïdes.
Els ocells s'ordenen per famílies i espècies.

## Gaviiformes

### Gaviidae
- Gavia stellata
- Gavia arctica
- Gavia immer

## Podicipediformes

### Podicipedidae
- Podilymbus podiceps
- Tachybaptus ruficollis
- Podiceps cristatus
- Podiceps auritus
- Podiceps nigricollis

## Procellariiformes

### Diomedeidae
- Diomedea exulans

### Procellariidae
- Fulmarus glacialis
- Pterodroma arminjoniana
- Pterodroma feae
- Pterodroma madeira
- Bulweria bulwerii
- Calonectris diomedea
- Calonectris edwardsii
- Puffinus gravis
- Puffinus griseus
- Puffinus puffinus
- Puffinus mauretanicus
- Puffinus baroli

### Hydrobatidae
- Oceanites oceanicus
- Pelagodroma marina
- Hydrobates pelagicus
- Oceanodroma leucorhoa
- Oceanodroma monorhis
- Oceanodroma castro

## Pelecaniformes

### Phaethontidae
- Phaethon aethereus

### Sulidae
- Morus bassanus
- Sula leucogaster

### Phalacrocoracidae
- Phalacrocorax carbo
- Phalacrocorax aristotelis
- Phalacrocorax auritus

### Fregatidae
- Fregata magnificens

## Ciconiiformes

### Ardeidae
- Botaurus stellaris
- Botaurus lentiginosus
- Ixobrychus minutus
- Ixobrychus exilis
- Nycticorax nycticorax
- Butorides virescens
- Ardeola ralloides
- Bubulcus ibis
- Egretta garzetta
- Egretta gularis
- Egretta tricolor
- Egretta thula
- Egretta caerulea
- Ardea alba
- Ardea cinerea
- Ardea herodias
- Ardea purpurea

### Ciconiidae
- Ciconia nigra
- Ciconia ciconia

### Threskiornithidae
- Geronticus eremita
- Plegadis falcinellus
- Platalea leucorodia

## Phoenicopteriformes

### Phoenicopteridae
- Phoenicopterus roseus
- Phoenicopterus minor

## Anseriformes

### Anatidae
- Dendrocygna bicolor
- Cygnus olor
- Cygnus columbianus
- Cygnus cygnus
- Anser fabalis
- Anser brachyrhynchus
- Anser albifrons
- Anser anser
- Anser caerulescens
- Branta leucopsis
- Branta bernicla
- Tadorna ferruginea
- Tadorna tadorna
- Aix sponsa
- Anas penelope
- Anas americana
- Anas strepera
- Anas crecca
- Anas platyrhynchos
- Anas rubripes
- Anas acuta
- Anas querquedula
- Anas discors
- Anas clypeata
- Marmaronetta angustirostris
- Netta rufina
- Aythya ferina
- Aythya collaris
- Aythya nyroca
- Aythya fuligula
- Aythya marila
- Aythya affinis
- Somateria mollissima
- Polysticta stelleri
- Clangula hyemalis
- Melanitta nigra
- Melanitta perspicillata
- Melanitta fusca
- Bucephala albeola
- Bucephala clangula
- Mergellus albellus
- Mergus serrator
- Mergus merganser
- Oxyura jamaicensis
- Oxyura leucocephala

## Falconiformes

### Pandionidae
- Pandion haliaetus

### Accipitridae
- Pernis apivorus
- Elanus caeruleus
- Milvus migrans
- Milvus milvus
- Haliaeetus albicilla
- Gypaetus barbatus
- Neophron percnopterus
- Gyps rueppellii
- Gyps fulvus
- Aegypius monachus
- Circaetus gallicus
- Circus aeruginosus
- Circus cyaneus
- Circus pygargus
- Accipiter gentilis
- Accipiter nisus
- Buteo buteo
- Buteo lagopus
- Buteo rufinus
- Aquila clanga
- Aquila pomarina
- Aquila adalberti
- Aquila chrysaetos
- Aquila fasciata
- Aquila pennata

### Falconidae
- Falco naumanni
- Falco tinnunculus
- Falco sparverius
- Falco vespertinus
- Falco columbarius
- Falco eleonorae
- Falco subbuteo
- Falco biarmicus
- Falco rusticolus
- Falco pelegrinoides
- Falco peregrinus

## Galliformes

### Odontophoridae
- Colinus virginianus

### Phasianidae
- Alectoris barbara
- Alectoris rufa
- Perdix perdix
- Coturnix coturnix
- Phasianus colchicus

### Turnicidae
- Turnix sylvatica

## Gruiformes

### Gruidae
- Anthropoides virgo
- Grus grus
- Grus canadensis

### Rallidae
- Rallus aquaticus
- Crex crex
- Amaurornis flavirostra
- Porzana porzana
- Porzana parva
- Porzana pusilla
- Porphyrio porphyrio
- Porphyrio alleni
- Porphyrio martinica
- Gallinula chloropus
- Fulica cristata
- Fulica atra
- Fulica americana

### Otidae
- Otis tarda
- Tetrax tetrax

## Charadriiformes

### Haematopodidae
- Haematopus moquini
- Haematopus ostralegus

### Recurvirostridae
- Himantopus himantopus
- Recurvirostra avosetta

### Burhinidae
- Burhinus oedicnemus

### Glareolidae
- Cursorius cursor
- Glareola pratincola

### Charadriidae
- Charadrius dubius
- Charadrius hiaticula
- Charadrius semipalmatus
- Charadrius vociferus
- Charadrius alexandrinus
- Charadrius morinellus
- Pluvialis dominica
- Pluvialis apricaria
- Pluvialis squatarola
- Vanellus gregarius
- Vanellus vanellus

### Scolopacidae
- Scolopax rusticola
- Lymnocryptes minimus
- Gallinago gallinago
- Gallinago media
- Limnodromus griseus
- Limnodromus scolopaceus
- Limosa limosa
- Limosa lapponica
- Numenius phaeopus
- Numenius tenuirostris
- Numenius arquata
- Bartramia longicauda
- Tringa erythropus
- Tringa totanus
- Tringa stagnatilis
- Tringa nebularia
- Tringa melanoleuca
- Tringa flavipes
- Tringa solitaria
- Tringa ochropus
- Tringa glareola
- Xenus cinereus
- Actitis hypoleucos
- Actitis macularius
- Catoptrophorus semipalmatus
- Arenaria interpres
- Calidris tenuirostris
- Calidris canutus
- Calidris alba
- Calidris pusilla
- Calidris mauri
- Calidris minuta
- Calidris temminckii
- Calidris minutilla
- Calidris fuscicollis
- Calidris bairdii
- Calidris melanotos
- Calidris acuminata
- Calidris ferruginea
- Calidris maritima
- Calidris alpina
- Limicola falcinellus
- Tryngites subruficollis
- Philomachus pugnax
- Phalaropus tricolor
- Phalaropus lobatus
- Phalaropus fulicaria

### Stercorariidae
- Stercorarius pomarinus
- Stercorarius parasiticus
- Stercorarius longicaudus
- Stercorarius skua

### Laridae
- Larus melanocephalus
- Larus atricilla
- Larus pipixcan
- Larus minutus
- Larus sabini
- Larus philadelphia
- Larus ridibundus
- Larus michahellis
- Larus ichthyaetus
- Larus genei
- Larus audouinii
- Larus delawarensis
- Larus canus
- Larus fuscus
- Larus argentatus
- Larus glaucoides
- Larus hyperboreus
- Larus marinus
- Rissa tridactyla

### Sternidae
- Gelochelidon nilotica
- Hydroprogne caspia
- Sterna maxima
- Sterna bengalensis
- Sterna sandvicensis
- Sterna dougallii
- Sterna hirundo
- Sterna paradisaea
- Sterna forsteri
- Onychoprion anaethetus
- Onychoprion fuscatus
- Sternula albifrons
- Chlidonias hybridus
- Chlidonias niger
- Chlidonias leucopterus

### Alcidae
- Uria aalge
- Alca torda
- Cepphus grylle
- Alle alle
- Fratercula arctica

## Pterocliformes

### Pteroclidae
- Pterocles alchata
- Pterocles orientalis

## Columbiformes

### Columbidae
- Columba livia
- Columba oenas
- Columba palumbus
- Columba trocaz
- Streptopelia turtur
- Streptopelia decaocto
- Streptopelia senegalensis

## Psittaciformes

### Psittacidae
- Psittacula krameri

## Cuculiformes

### Cuculidae
- Clamator glandarius
- Cuculus canorus
- Coccyzus erythropthalmus
- Coccyzus americanus

## Strigiformes

### Tytonidae
- Tyto alba

### Strigidae
- Otus scops
- Bubo bubo
- Bubo scandiacus
- Athene noctua
- Strix aluco
- Asio otus
- Asio flammeus
- Asio capensis

## Caprimulgiformes

### Caprimulgidae
- Chordeiles minor
- Caprimulgus europaeus
- Caprimulgus ruficollis

## Apodiformes

### Apodidae
- Apus apus
- Apus pallidus
- Apus melba
- Apus affinis
- Apus unicolor
- Apus caffer

## Coraciiformes

### Alcedinidae
- Alcedo atthis
- Ceryle alcyon

### Meropidae
- Merops apiaster

### Coraciidae
- Coracias garrulus

### Upupidae
- Upupa epops

## Piciformes

### Picidae
- Jynx torquilla
- Picus viridis
- Dendrocopos major
- Dendrocopos minor
- Dendrocopos medius

## Passeriformes

### Alaudidae
- Melanocorypha calandra
- Calandrella brachydactyla
- Calandrella rufescens
- Chersophilus duponti
- Galerida cristata
- Galerida theklae
- Lullula arborea
- Alauda arvensis

### Hirundinidae
- Riparia riparia
- Ptyonoprogne rupestris
- Hirundo rustica
- Hirundo daurica
- Delichon urbicum

### Motacillidae
- Motacilla citreola
- Motacilla alba
- Motacilla cinerea
- Motacilla flava
- Anthus richardi
- Anthus campestris
- Anthus berthelotii
- Anthus trivialis
- Anthus gustavi
- Anthus pratensis
- Anthus cervinus
- Anthus spinoletta
- Anthus petrosus

### Regulidae
- Regulus regulus
- Regulus ignicapillus
- Regulus madeirensis

### Bombycillidae
- Bombycilla garrulus

### Cinclidae
- Cinclus cinclus

### Troglodytidae
- Troglodytes troglodytes

### Prunellidae
- Prunella modularis
- Prunella collaris

### Turdidae
- Monticola saxatilis
- Monticola solitarius
- Hylocichla mustelina
- Turdus torquatus
- Turdus merula
- Turdus obscurus
- Turdus torquatus
- Turdus atrogularis
- Turdus pilaris
- Turdus iliacus
- Turdus philomelos
- Turdus viscivorus

### Cisticolidae
- Cisticola juncidis

### Sylviidae
- Cettia cetti
- Locustella naevia
- Locustella certhiola
- Locustella fluviatilis
- Locustella luscinioides
- Acrocephalus melanopogon
- Acrocephalus paludicola
- Acrocephalus schoenobaenus
- Acrocephalus agricola
- Acrocephalus scirpaceus
- Acrocephalus palustris
- Acrocephalus arundinaceus
- Hippolais caligata
- Hippolais pallida
- Hippolais polyglotta
- Hippolais icterina
- Phylloscopus trochilus
- Phylloscopus collybita
- Phylloscopus brehmii
- Phylloscopus bonelli
- Phylloscopus sibilatrix
- Phylloscopus fuscatus
- Phylloscopus inornatus
- Sylvia atricapilla
- Sylvia borin
- Sylvia communis
- Sylvia curruca
- Sylvia hortensis
- Sylvia cantillans
- Sylvia melanocephala
- Sylvia conspicillata
- Sylvia undata
- Sylvia mystacea

### Muscicapidae
- Muscicapa striata
- Ficedula hypoleuca
- Ficedula albicollis
- Ficedula parva
- Erithacus rubecula
- Luscinia svecica
- Luscinia megarhynchos
- Cercotrichas galactotes
- Phoenicurus ochruros
- Phoenicurus phoenicurus
- Saxicola rubetra
- Saxicola rubicola
- Saxicola maura
- Oenanthe oenanthe
- Oenanthe isabellina
- Oenanthe deserti
- Oenanthe hispanica
- Oenanthe leucura

### Aegithalidae
- Aegithalos caudatus

### Paridae
- Parus palustris
- Parus ater
- Parus cristatus
- Parus major
- Parus caeruleus

### Sittidae
- Sitta europaea

### Tichodromidae
- Tichodroma muraria

### Certhiidae
- Certhia brachydactyla

### Remizidae
- Remiz pendulinus

### Oriolidae
- Oriolus oriolus

### Laniidae
- Lanius meridionalis
- Lanius collurio
- Lanius senator

### Corvidae
- Corvus corone
- Corvus corax
- Corvus monedula
- Corvus frugilegus
- Garrulus glandarius
- Pyrrhocorax pyrrhocorax
- Pica pica
- Nucifraga caryocatactes
- Cyanopica cyanus

### Sturnidae
- Sturnus roseus
- Sturnus vulgaris
- Sturnus unicolor

### Ploceidae
- Euplectes afer

### Estrildidae
- Estrilda astrild
- Amandava amandava

### Parulidae
- Dendroica petechia
- Dendroica coronata
- Setophaga ruticilla
- Seiurus noveboracensis

### Emberizidae
- Emberiza citrinella
- Emberiza cirlus
- Emberiza cia
- Emberiza hortulana
- Emberiza pusilla
- Emberiza rustica
- Emberiza aureola
- Emberiza pallasi
- Emberiza schoeniclus
- Miliaria calandra
- Plectrophenax nivalis
- Calcarius lapponicus
- Zonotrichia albicollis

### Cardinalidae
- Pheucticus ludovicianus

### Icteridae
- Dolichonyx oryzivorus

### Fringillidae
- Fringilla coelebs
- Fringilla montifringilla
- Loxia pytyopsittacus
- Loxia curvirostra
- Carduelis chloris
- Carduelis flammea
- Carduelis spinus
- Carduelis carduelis
- Carduelis flavirostris
- Carduelis cannabina
- Serinus serinus
- Serinus canaria
- Pyrrhula pyrrhula
- Coccothraustes coccothraustes
- Rhodopechys githaginea

### Passeridae
- Passer domesticus
- Passer hispaniolensis
- Passer montanus
- Petronia petronia
- Montifringilla nivalis[1]